# عبدالرحمن سوار الذهب
عبدالرحمن سوار الذهب (عربی: عبد الرحمن سوار الذهب؛ زادهٔ ۱۹۳۴ – درگذشتهٔ ۱۸ اکتبر ۲۰۱۸)، یک سیاستمدار اهل سودان بود. وی از ۶ آوریل ۱۹۸۵ تا ۶ مه ۱۹۸۶ رئیس‌جمهور سودان بود.

## زندگی‌نامه
عبدالرحمن سوار الذهب در سال ۱۹۳۴ میلادی در ام درمان به دنیا آمد. او در زمان ریاست جمهوری جعفر نمیری ریاست ستاد مشترک ارتش شد؛ و بعد از آن در سال ۱۹۸۴ وزیر دفاع سودان شد.
در سال ۱۹۸۵ او در کودتایی حکومت نمیری را برانداخت. سوار الذهب ریاست دولت انتقالی را به عهده گرفت، اما یک سال پس از آن از قدرت کناره‌گیری کرده و آن را تحویل دولت منتخب سودان به ریاست صادق المهدی، نخست‌وزیر و احمد المیرغنی رئیس شورای حاکمیت سودان داد.
وی در سال ۱۹۸۷ ریاست شورای «هیئت امنای سازمان دعوت اسلامی» را بر عهده گرفت.
در سال ۲۰۰۴ سوار الذهب جایزه بین‌المللی ملک فیصل را بابت خدماتش به اسلام دریافت کرد.
عبدالرحمن سوار الذهب در ۱۸ اکتبر ۲۰۱۸، در سن ۸۳ سالگی در بیمارستان نظامی شهر ریاض، پایتخت عربستان، به مرگ طبیعی درگذشت.